# دانيال بويد
دانيال بويد (بالإنجليزية: Daniel Boyd) هو مصارع محترف أمريكي، ولد في 14 سبتمبر 1956 في مرتينسبورغ في الولايات المتحدة.

## وصلات خارجية
- الموقع الرسمي
- دانيال بويد على موقع IMDb (الإنجليزية)
- دانيال بويد على موقع قاعدة بيانات الفيلم (الإنجليزية)